# タイ・ピート
タイ・ピート（Tai Peete、2005年8月11日 - ）は、ジョージア州出身のプロ野球選手（内野手）。右投左打。MLBのシアトル・マリナーズ傘下所属。

## 経歴
2023年のMLBドラフト4巡目(全体30位)でシアトル・マリナーズから指名された。